# Sons and Daughters (serie de televisión)
Sons and Daughters (en español: Hijos e Hijas), es una serie australiana que comenzó sus transmisiones el 18 de enero de 1982 y las finalizó el 19 de agosto de 1987 por medio de la cadena Seven Network. 
La serie fue creada por Reg Watson y contó con la participación de actores invitados como David Wenham, Jackie Woodburne, Brett Climo, Debra Lawrance, Roger Oakley, Norman Coburn, Genevieve Lemon, Nikki Coghill, Francis Bell, Nicholas Papademetriou, entre otros...

## Historia
Un encuentro casual revive el vínculo entre los Hamilton quienes viven en Sídney y los Palmer quienes viven en Melbourne, unos gemelos separados al nacer se reúnen veinte años más tarde después de crecer en diferentes ciudades y en distintas circunstancias.
John Palmer, es un trabajador de clase trabajadora de Melbourne que se encuentra huyendo de un asesinato y decide mudarse a Sídney donde se enamora de Angela Hamilton, una joven rica. Pronto descubren que son hermanos gemelos que fueron separados al nacer y mientras que John fue criado por Fiona Thompson, una ex-prostituta antes de irse a vivir con su padre David; Angela fue criada por su madre Patricia, quien se casó con Gordon, un exitoso hombre de negocios.

## Personajes
| Actor          | Personaje         | Trabajo    | Nº de episodios | Temporada   |
| -------------- | ----------------- | ---------- | --------------- | ----------- |
| Pat McDonald   | Fiona Thompson    | -          | 972             | 1982 - 1987 |
| Leila Hayes    | Beryl Palmer      | -          | 972             | 1982 - 1987 |
| Brian Blain    | Gordon Hamilton   | Empresario | 971             | 1982 - 1987 |
| Ian Rawlings   | Wayne Hamilton    | -          | 960             | 1982 - 1987 |
| Sarah Kemp     | Charlie Bartlett  | -          | 930             | 1982 - 1987 |
| Tom Richards   | David Palmer      | -          | 861             | 1982 - 1987 |
| Daniel Roberts | Andy Green        | -          | 631             | 1983 - 1987 |
| Rowena Wallace | Patricia Hamilton | -          | 575             | 1982 - 1987 |
| Abigail Rogan  | Caroline Morrell  | -          | 419             | 1985 - 1987 |
| Noel Hodda     | Rob Keegan        | -          | 345             | 1982 - 1987 |
| Belinda Giblin | Alison Carr       | -          | 343             | 1985 - 1987 |
| Rima Te Wiata  | Janice Reid       | -          | 259             | 1986 - 1987 |
| Jared Robinsen | Craig Maxwell     | -          | 242             | 1986 - 1987 |
| Oriana Panozzo | Susan Hamilton    | -          | 242             | 1986 - 1987 |
| Normie Rowe    | Doug Fletcher     | -          | 239             | 1986 - 1987 |
| Shannon Kenny  | Debbie Halliday   | -          | 222             | 1986 - 1987 |

### Personajes Recurrentes
| Actor                  | Personaje      | Ocupación | N.º de episodios | Duración    |
| ---------------------- | -------------- | --------- | ---------------- | ----------- |
| Mark Conroy            | Glen Young     | -         | 153              | 1986 - 1987 |
| Phillip Spencer Harris | Michael Benson | -         | 114              | 1986 - 1987 |
| Angela Kennedy         | Ginny Doyle    | -         | 90               | 1986 - 1987 |
| Haydon Samuels         | Tick McCarthy  | -         | 90               | 1986 - 1987 |
| John Hannan            | Nick Benson    | -         | 42               | 1987        |
| Melissa Docker         | Sarah Hudson   | -         | 31               | 1987        |
| Tom Jennings           | Greg Hudson    | -         | 31               | 1987        |
| Keith Robinson         | Neville Curtis | -         | 23               | 1986 - 1987 |
| Jared Malcolm          | Robert Palmer  | -         | 2                | 1987        |

### Antiguos Personajes Principales
| Actor                | Personaje              | Ocupación | N.º de episodios | Duración    |
| -------------------- | ---------------------- | --------- | ---------------- | ----------- |
| Cornelia Frances     | Barbara Hamilton       | -         | 717              | 1982 - 1986 |
| Kim Lewis            | Jill O'Donnell         | -         | 558              | 1982 - 1985 |
| Anne Hardy           | Rosie Palmer           | -         | 484              | 1982 - 1985 |
| Stephen Comey        | Kevin Palmer           | -         | 466              | 1982 - 1984 |
| Antonia Murphy       | Lynn Palmer            | -         | 466              | 1982 - 1984 |
| Peter Phelps         | John Palmer            | -         | 424              | 1982 - 1984 |
| Alexandra Fowler     | Angela Hamilton-Keegan | -         | 424              | 1982 - 1984 |
| Judy Nunn            | Irene Fisher           | Doctora   | 317              | 1983 - 1986 |
| Alyce Platt          | Amanda Morrell         | -         | 242              | 1983 - 1985 |
| Ilona Rodgers        | Margaret Dunne         | -         | 242              | 1983 - 1984 |
| Andrew Clarke        | Terry Hansen           | -         | 238              | 1983 - 1984 |
| Ann Henderson-Stires | Susan Todd             | -         | 211              | 1982 - 1983 |
| Sean Scully          | Jim O'Brien            | -         | 209              | 1984 - 1985 |
| Grant Piro           | Tony Parker            | -         | 208              | 1983 - 1984 |
| Jane Seaborn         | Katie O'Brien          | -         | 198              | 1984 - 1985 |
| Ken James            | Mike O'Brien           | -         | 198              | 1984 - 1985 |
| Robert Mammone       | Tim Palmer             | -         | 195              | 1984 - 1986 |
| Scott McGregor       | Robin Elliott          | -         | 184              | 1984 - 1985 |
| Lisa Crittenden      | Leigh Palmer           | -         | 166              | 1986 - 1986 |
| Vince Martin         | Matt Kennedy           | -         | 166              | 1983 - 1984 |
| Sally Tayler         | Samantha Morrell       | -         | 154              | 1985 - 1986 |
| Willie Fennell       | Arthur "Spider" Webb   | -         | 147              | 1985 - 1986 |
| Tim Bacon            | Chris Bainbridge       | -         | 138              | 1984 - 1985 |

## Premios y nominaciones
| Año  | Categoría                                         | Premio             | Nominado (a)       | Resultado |
| ---- | ------------------------------------------------- | ------------------ | ------------------ | --------- |
| 1985 | Most Lead Actress in a Series                     | Silver Logie Award | Rowena Wallace     | Ganó      |
| 1985 | Most Popular Personality on Australian Television | Gold Logie Award   | Rowena Wallace     | Ganó      |
| 1984 | Best Actress in a Series                          | Silver Logie Award | Rowena Wallace     | Ganó      |
| 1984 | Most Popular Actress                              | Silver Logie Award | Rowena Wallace     | Ganó      |
| 1984 | Most Popular Personality on Australian Television | Gold Logie Award   | Rowena Wallace     | Nominada  |
| 1983 | Most Popular Lead Actress                         | Silver Logie Award | Rowena Wallace     | Ganó      |
| 1983 | Most Popular Drama Series                         | Logie Award        | Sons and Daughters | Ganó      |
| 1982 | Most Popular New Talent                           | Logie Award        | Stephen Comey      | Ganó      |

## Producción
La serie fue creada por Reg Watson, contó con la participación de los directores Alister Smart, Russell Webb, Peter Andrikidis, Julian McSwiney, Mark Piper y Graeme Hodgson.

## Remakes
La serie ha inspirado a la creación de seis nuevas versiones bajo el permiso de los productores originales y algunas de las historias y personajes estuvieron basados en la historia original:
- Verbotene Liebe - estrenada en Alemania, la serie se transmite desde el 2 de enero de 1995 hasta ahora por la cadena Das Erste.
- Skilda världar - estrenada en Suecia de 1996 hasta el 2002 por la cadena TV4.
- Apagorevmeni agapi - estrenada en Grecia en 1998.
- Cuori Rubati - estrenada en Italia del 2002 al 2003.
- Zabranjena ljubav - estrenada en Croacia del 25 de octubre de 2004 al 3 de octubre de 2008 por la cadena RTL Televizija.
- Zabranena lubov - estrenada en Bulgaria en el 2008.

## Distribución internacional
| País          | Cadena  | Fecha de Inicio | Fecha de Finalización |
| ------------- | ------- | --------------- | --------------------- |
| Bélgica       | BRTN1   | -               | -                     |
| Nueva Zelanda | TV2/TV1 | -               | -                     |
| España        | TVE-2   | -               | -                     |
| Holanda       | TROS    | -               | -                     |
| Irlanda       | RTE1    | -               | -                     |
| Reino Unido   | ITV     | -               | -                     |